# Euscirrhopterus
Euscirrhopterus es un  género de lepidópteros perteneciente a la familia Noctuidae. Es originario de América.

## Especies
- Euscirrhopterus cosyra Druce, 1896
- Euscirrhopterus discifera Hampson, 1901
- Euscirrhopterus gloveri Grote & Robinson, 1868
- Euscirrhopterus klagesi Jordan, 1908
- Euscirrhopterus poeyi Grote, 1866
- Euscirrhopterus valkeri Hampson, 1901